# Liste der Baudenkmäler in Huglfing
Auf dieser Seite sind die Baudenkmäler in der oberbayerischen Gemeinde Huglfing zusammengestellt. Diese Tabelle ist eine Teilliste der Liste der Baudenkmäler in Bayern. Grundlage ist die Bayerische Denkmalliste, die auf Basis des Bayerischen Denkmalschutzgesetzes vom 1. Oktober 1973 erstmals erstellt wurde und seither durch das Bayerische Landesamt für Denkmalpflege geführt wird. Die folgenden Angaben ersetzen nicht die rechtsverbindliche Auskunft der Denkmalschutzbehörde.
 Die Liste gibt den Fortschreibungsstand vom 28. Februar 2017 wieder und umfasst 31 Baudenkmäler.

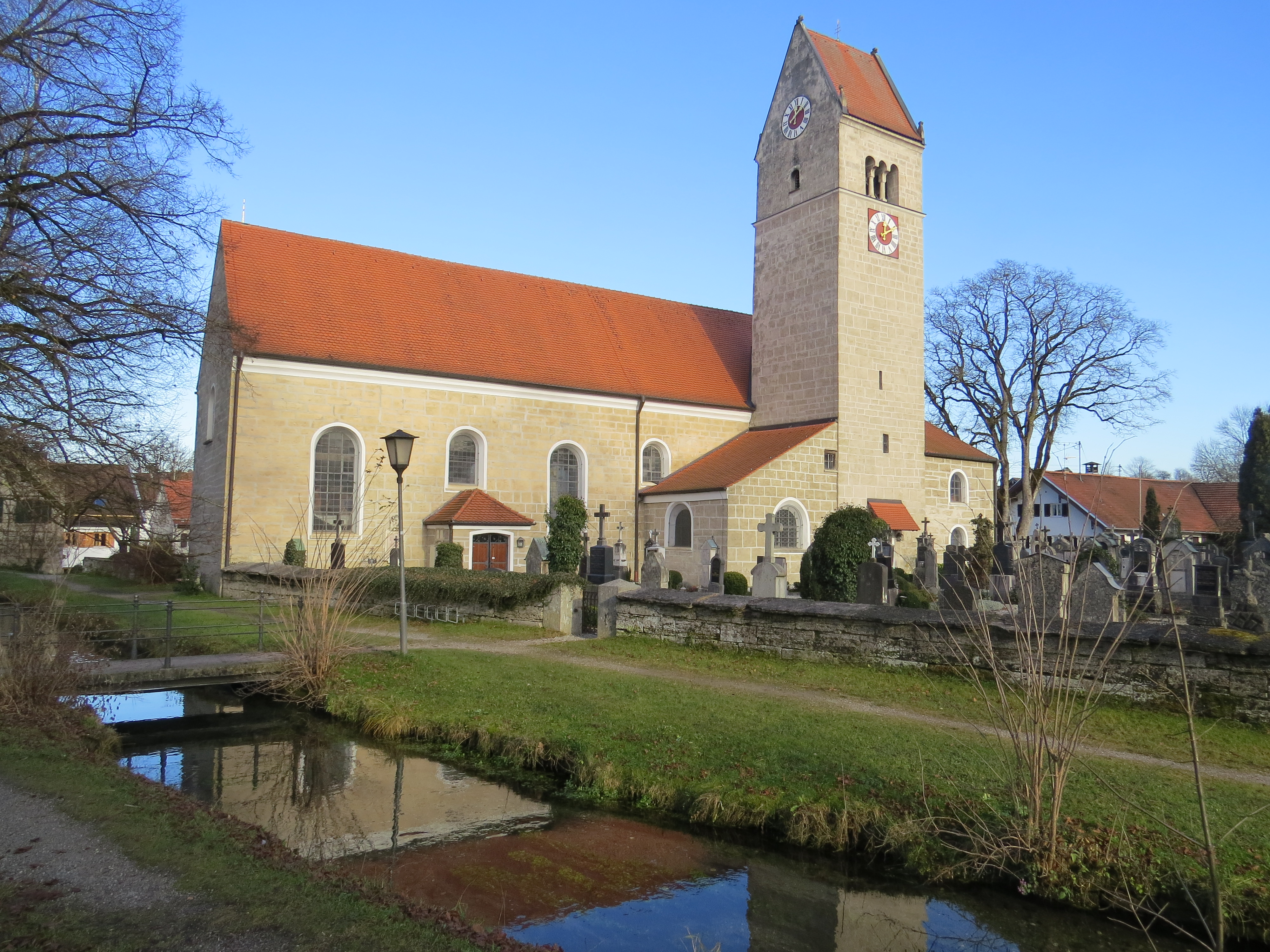
St. Magnus in Huglfing

## Baudenkmäler nach Ortsteilen

### Huglfing
| Lage                                                       | Objekt                                                        | Beschreibung | Akten-Nr.              | Bild                                                |
| ---------------------------------------------------------- | ------------------------------------------------------------- | --- | ---------------------- | --------------------------------------------------- |
| Bachstraße 5 (Standort)                                    | Ehemaliges Bauernhaus „Geißler Bader“                         | Zweigeschossiger massiver Wohnstallbau mit flachem Satteldach und angefügtem kleinem Stadel in Holzständerbauweise, Mitte 18. Jahrhundert. | D-1-90-131-3 Wikidata  | Ehemaliges Bauernhaus „Geißler Bader“               |
| Bachstraße 6 (Standort)                                    | Wohnteil eines ehemaligen Einfirsthofes „Deinler“             | Zweigeschossiger Satteldachbau aus unverputzten Tuffsteinquadern, bezeichnet mit dem Jahr 1821. | D-1-90-131-4 Wikidata  | Wohnteil eines ehemaligen Einfirsthofes „Deinler“   |
| Bachstraße 8 (Standort)                                    | Ehemaliges Bauernhaus „Kaufhauser“                            | Bauernhaus aus Tuffquadern mit Flachsatteldach und reichem Zierbund, zweite Hälfte 18. Jahrhundert. | D-1-90-131-5 Wikidata  | Ehemaliges Bauernhaus „Kaufhauser“                  |
| Berger Straße 1 (Standort)                                 | Ehemaliges Bauernhaus „Christl“                               | Zweigeschossiger Satteldachbau aus unverputzten Tuffquadern mit Gesimsgliederung, im Kern erste Hälfte 19. Jahrhundert, Umbau bezeichnet mit dem Jahr 1876, über dem Eingang Eisenplatte mit Mondsichelmadonna, bezeichnet mit dem Jahr 1726. | D-1-90-131-31 Wikidata | Ehemaliges Bauernhaus „Christl“                     |
| Friedhofweg 1 (Standort)                                   | Katholische Friedhofskirche St. Johannes der Täufer           | Verputzter Saalbau mit eingezogenem Polygonalchor, angefügter Sakristei und Dachreiter mit Zwiebelhaube, 1711, umgestaltet 1724; mit Ausstattung. | D-1-90-131-2 Wikidata  | Katholische Friedhofskirche St. Johannes der Täufer |
| Hauptstraße 14 (Standort)                                  | Ehemalige Schmiede „Pfandzelter“                              | Schmaler zweigeschossiger Steildachbau mit Werkstatt und überdachtem Beschlagplatz, verputzter Massivbau um 1800, nördlicher Anbau mit massivem Erd- und verbrettertem Obergeschoss zweite Hälfte 19. Jahrhundert; mit technischer Ausstattung. | D-1-90-131-27 Wikidata | Ehemalige Schmiede „Pfandzelter“                    |
| Hauptstraße 22 (Standort)                                  | Ehemaliger Bauernhof „Wiestaler“                              | Zweigeschossiger Einfirsthof mit Schopfwalmdach und Putzgliederung, Ökonomieteil in Holzständerbauweise, Mitte 19. Jahrhundert. | D-1-90-131-6 Wikidata  | Ehemaliger Bauernhof „Wiestaler“                    |
| Hauptstraße 26 (Standort)                                  | Ehemaliges Kleinbauernhaus „Weber“                            | Zweigeschossiger unverputzter Steinbau aus Tuffquadern mit Satteldach und Giebelprofil, bezeichnet mit dem Jahr 1836. | D-1-90-131-7 Wikidata  | Ehemaliges Kleinbauernhaus „Weber“                  |
| Hauptstraße 28 (Standort)                                  | Ehemaliges Lehrerwohnhaus                                     | Zweigeschossiger Putzbau mit steilem Satteldach und Eckloggia, 1911/12. | D-1-90-131-34          | BW                                                  |
| Hauptstraße 29 (Standort)                                  | Pfarrhof                                                      | Pfarrhaus, zweigeschossiger Putzbau mit Halbwalmdach, 1815; ehemaliger Pfarrstadel mit Hochtenne, unverputzter Tuffstein mit Holzständerkonstruktion und Schopfwalmdach, bezeichnet mit dem Jahr 1815. | D-1-90-131-8 Wikidata  | weitere Bilder                                      |
| Hauptstraße 32 (Standort)                                  | Kriegerdenkmal                                                | Muttergottes mit Kind auf massivem Pfeiler- und Sockelbau, aus Tuffstein, von Gallitz, um 1920. | D-1-90-131-28 Wikidata | weitere Bilder                                      |
| Hauptstraße 39 (Standort)                                  | Ehemaliges Bauernhaus                                         | Zweigeschossiger verputzter Einfirsthof mit Halbwalmdach, ehemalige Ökonomie mit Hochtenne und Obergeschoss in Holzständerkonstruktion, Mitte 19. Jahrhundert. | D-1-90-131-9 Wikidata  | Ehemaliges Bauernhaus                               |
| Hauptstraße 47 (Standort)                                  | Doppelhaushälfte „Westl“                                      | Südlicher Teil eines ehemaligen Doppelbauernhauses mit Flachsatteldach und verschaltem Giebel, Mitte 19. Jahrhundert; Stadel, Holzständerkonstruktion mit Satteldach, Ende 19. Jahrhundert. | D-1-90-131-10 Wikidata | weitere Bilder                                      |
| Hauptstraße 89 (Standort)                                  | Wohnhaus der ehemaligen Wassermühle „Moosmühle“ bzw. „Strobl“ | Zweigeschossiger Putzbau mit Halbwalmdach und Hochfahrt, im Kern 18. Jahrhundert, Mitte 19. Jahrhundert verändert. | D-1-90-131-12 Wikidata | weitere Bilder                                      |
| Hauptstraße 96 (Standort)                                  | Gasthaus Moosmühl                                             | Zweigeschossiger Traufseitbau mit Schopfwalmdach, verputzter Massivbau mit verbretterter Tenne, Mitte 19. Jahrhundert. | D-1-90-131-13 Wikidata | weitere Bilder                                      |
| Johannesäcker (Standort)                                   | Steinkreuz zur Erinnerung an einen Unglücksfall               | Bezeichnet mit dem Jahr 1724, ehemals im Bärenholz, 2001 wieder aufgestellt. | D-1-90-131-29 Wikidata | Steinkreuz zur Erinnerung an einen Unglücksfall     |
| Kirchäcker (Standort)                                      | Wegkapelle                                                    | Massive Nischenanlage mit Lourdesgrotte und hölzernem Vorbau, 18./19. Jahrhundert. | D-1-90-131-21 Wikidata | Wegkapelle                                          |
| Murnauer Straße 1 (Standort)                               | Ehemaliges Bauernhaus „Marx“                                  | Zweigeschossiger Einfirsthof mit Flachsatteldach und verschaltem Giebel und Hochstadel, erstes Viertel 19. Jahrhundert. | D-1-90-131-14 Wikidata | BW                                                  |
| Resthofer Straße 1 (Standort)                              | Kruzifix des sogenannten Schneiderhauser-Hofes                | Lebensgroße spätgotische Holzskulptur, Kreuz 1824 erneuert (bezeichnet). | D-1-90-131-16 Wikidata | weitere Bilder                                      |
| Resthofer Straße 12 (Standort)                             | Kruzifix des sogenannten Raisthofer-Hauses                    | Barock. | D-1-90-131-17 Wikidata | BW                                                  |
| Resthofer Straße (Standort)                                | Steinkreuz auf hohem Postament                                | Tuffstein, bezeichnet mit dem Jahr 1879. | D-1-90-131-30 Wikidata | Steinkreuz auf hohem Postament                      |
| Ringstraße 25 (Standort)                                   | Ehemaliges Bauernhaus „Riebl“                                 | Zweigeschossiger Einfirsthof mit flachem Satteldach und Bundwerkgiebel, sowie Hochtenne in Holzständerkonstruktion, erste Hälfte 19. Jahrhundert, im Kern älter. | D-1-90-131-20 Wikidata | weitere Bilder                                      |
| Sankt-Johann-Straße 3 (Standort)                           | Katholische Pfarrkirche St. Magnus                            | Im Kern spätgotischer Saalbau aus unverputzten Tuffquadern mit flach schließendem Chorabschluss und romanischem Turm, 1501, Umbau und Verlängerung 1773 und 1843, Anbau der Sebastianskapelle 1573 mit Umgestaltung von 1773 im Stil des späten Rokoko, weitere Umgestaltung 1911; mit Ausstattung; Friedhofsummauerung aus Tuffquadern mit Deckplatten, 18./19. Jahrhundert; Grabdenkmäler, vornehmlich des 19. und frühen 20. Jahrhunderts, zumeist aus Tuffstein; Kriegerdenkmal, gusseisernes Kruzifix auf Steinsockel, bezeichnet mit den Jahren 1866, 1870/71 und 1914/18. | D-1-90-131-1 Wikidata  | weitere Bilder                                      |
| Sankt-Johann-Straße 10 (Standort)                          | Bundwerk im Giebel des sogenannten Ried-Hofes                 | Erste Hälfte 18. Jahrhundert. | D-1-90-131-19 Wikidata | Bundwerk im Giebel des sogenannten Ried-Hofes       |
| Schweyer Rißbühl, an der Straße nach Grasleiten (Standort) | Bildstock                                                     | Tuffsteinpfeiler mit hohem Postament und Nischenhäuschen in historisierenden Formen, 18./19. Jahrhundert. | D-1-90-131-22 Wikidata | weitere Bilder                                      |
| Steinbruchstraße 2 (Standort)                              | Bauernhof                                                     | Zweigeschossiger Einfirsthof aus unverputztem Tuffstein mit steilem Satteldach, 1820/30, modern verlängert; Back- und Waschhaus, eingeschossiger Tuffsteinbau mit Satteldach, um 1900; Remise mit Hühnerstall, eingeschossiger Holzständerbau mit Kniestock und Satteldach, um 1900. | D-1-90-131-33 Wikidata | Bauernhof                                           |
| Weilheimer Straße 30; 30 a (Standort)                      | Bahnhof der ehemaligen Vizinalbahn Weilheim–Murnau            | Empfangsgebäude, zweigeschossiger, backsteinsichtiger Flachsatteldachbau mit holzverschaltem Kniestock, Zwerchhaus, Treppenhausrisalit und Perrondach, 1879, Stellwerksanbau, holzverschalter Ständerbau, 1936; mit technischer Ausstattung; Lagergebäude, erdgeschossiger Flachsatteldachbau mit Ladetoren, 1879, teilweise erneuert. | D-1-90-131-35          | weitere Bilder                                      |

### Deimenried
| Lage                      | Objekt               | Beschreibung | Akten-Nr.              | Bild           |
| ------------------------- | -------------------- | --- | ---------------------- | -------------- |
| Deimenried 2 a (Standort) | Kapelle St. Leonhard | Kleiner Putzbau mit leicht eingezogenem Chorabschluss und quadratischem Westturm mit Satteldach, 18./19. Jahrhundert; mit Ausstattung. | D-1-90-131-23 Wikidata | weitere Bilder |

### Grasleiten
| Lage                                                                        | Objekt                                                 | Beschreibung | Akten-Nr.              | Bild           |
| --------------------------------------------------------------------------- | ------------------------------------------------------ | --- | ---------------------- | -------------- |
| Grasleiten 1 (Standort)                                                     | Ehemaliger Schwaighof des Klosters Polling „Schweiger“ | Zweigeschossiges verputztes Gutshaus mit doppeltem Walmdach, wohl Johann Michael Fischer, 1744/47, im Kern wohl älter; ehemaliges Gesinde- und Nebengebäude, zweigeschossiger verputzter Ziegelbau mit Schopfwalmdach, Ende 18. Jahrhundert, mit späteren Veränderungen; Hofkapelle Heiliges Kreuz, kleiner Saalbau mit Lisenengliederung, leicht eingezogener Apsis und Westturm mit Glockenhaube, von Joseph Schmuzer, 1735. | D-1-90-131-25 Wikidata | weitere Bilder |
| Grasleiten 3 (Standort)                                                     | Hofkapelle des sogenannten Jager-Hofes                 | Kleiner Putzbau mit dreiseitigem Chorschluss und steilem Satteldach, um 1907; mit Ausstattung. | D-1-90-131-26 Wikidata | BW             |
| 450 Meter südwestlich bzw. 800 Meter nordwestlich der Kapelle Grasleiten () | Drei Grenzsteine                                       | Mit Jahreszahl 1755. Nicht nachqualifiziert, im Bayerischen Denkmal-Atlas nicht kartiert. | D-1-90-131-32 Wikidata |                |